# Aqmola (provins)
Aqmola oblysy (kazakiska: Ақмола облысы; ryska: Akmolinsk oblast ryska: Акмолинская область: Akmolinskaja oblast) är en provins i Kazakstan. Provinsen har fått sitt namn från det tidigare namnet på huvudstaden Astana ; Astana utgör dock numer en egen administrativ enhet på provinsiell nivå och provinsen Aqmolas huvudort är Köksjetau. Provinsen har en yta på 92 000 km² och 1 203 300 invånare (2005). Den hette 1960–1992 Tselinograd.